# Jinggu
För andra betydelser, se Jinggu (olika betydelser).
Jinggu, tidigare stavat Kingku, är ett autonomt härad för dai- och yi-folken som lyder under Pu'ers stad på prefekturnivå i Yunnan-provinsen i sydvästra Kina.